# Spaniens herrlandslag i basket
Spaniens basketlandslag representerar Spanien i basket på herrsidan. Laget gick med i FIBA 1934 och har sedan dess deltagit i 30 EM-slutspel (1935-2015), 10 VM-slutspelen (1950-2010) samt i tio olympiska sommarspel (1960-2008). Lagets största meriter hittills är vinsten av världsmästerskapet 2006, silvermedaljerna vid de olympiska sommarspelen 1984 i Los Angeles och 2008 i Peking samt EM-gulden 2009, 2011 och 2015. Dessutom har man vunnit sex silvermedaljer (1935, 1973, 1983, 1999, 2003, 2007) och två bronsmedaljer (1991, 2003) vid europamästerskapen. Spanien ligger på andra plats på FIBA:s världsranking efter 2010 års världsmästerskap.

## Mästerskapsresultat

### OS-turneringar
- 1960: 14:e
- 1968: 7:a
- 1972: 11:a
- 1980: 4:a
- 1984: Silver
- 1988: 8:a
- 1992: 9:a
- 2000: 9:a
- 2004: 7:a
- 2008: Silver
- 2012: Silver
- 2016: Brons

### Världsmästerskap
- 1950: 9:a
- 1974: 5:a
- 1982: 4:a
- 1986: 5:a
- 1990: 10:a
- 1994: 10:a
- 1998: 5:a
- 2002: 5:a
- 2006: Guld
- 2010: 6:a
- 2014: 5:a

### Europamästerskap
| - 1935: Silver - 1959: 15:e - 1961: 13:a - 1963: 7:a - 1965: 11:a - 1967: 10:a - 1969: 5:a - 1971: 7:a - 1973: Silver - 1975: 4:a | - 1977: 9:a - 1979: 6:a - 1981: 4:a - 1983: Silver - 1985: 4:a - 1987: 4:a - 1989: 5:a - 1991: Brons - 1993: 5:a - 1995: 6:a | - 1997: 5:a - 1999: Silver - 2001: Brons - 2003: Silver - 2005: 4:a - 2007: Silver - 2009: Guld - 2011: Guld - 2013: Brons - 2015: Guld - 2017: Brons |